# Eberli Bolt
Eberli Bolt, auch Hyppolit Eberle genannt (* in Lachen; † 29. Mai 1525 in Schwyz) war ein Schweizer Täuferprediger.

## Leben
Eberli Bolt wuchs in Lachen SZ auf und war von Beruf Bauer oder Schiffer. Er und sein Bruder Ulrich Bolt traten früh der reformatorischen Bewegung bei. An Ostern 1525 wurde Eberli Bolt als Prediger nach St. Gallen eingeladen. Hier liess er sich taufen.
Seine Predigten im Freien zogen grosse Menschenmenge an: Es versammelte sich schier die ganz statt, den buren zuo verhören. Zeitgenossen bezeugten seine profunden Bibelkenntnisse und seine Rednergabe. Unter dem Vorwurf, er verwerfe das Sakrament der Taufe und die Messe und fordere die Zuhörer zur sexuellen Freizügigkeit auf, wurde Eberli Bolt aus St. Gallen ausgewiesen.
Nach einem kurzen Aufenthalt in Zollikon kehrte er in seine Heimat Schwyz zurück, wo er hingerichtet wurde. Er starb zusammen mit einem nicht genannten Priester am 29. Mai 1525 auf dem Scheiterhaufen. Er gilt als erster Täufermärtyrer. Sein Tod wird auch in der Reformationschronik Heinrich Bullingers erwähnt.